# Macaravita
Macaravita es un municipio de Colombia, situado en el departamento de Santander, provincia de García Rovira. Se sitúa a 217 km de la capital departamental, Bucaramanga. Limita al norte con Carcasí, al este con el municipio de Chiscas, perteneciente al departamento de Boyacá, al sur con Tipacoque y San Mateo, también en dicho departamento, y al oeste con Capitanejo y San Miguel.

## Generalidades
Macaravita, tiene una encantadora vista al parque nacional natural El Cocuy, por esto se le llama al municipio, "El Balcón del Nevado". De ningún otro lugar se puede ver la majestuosa e imponente belleza del Nevado, saciando a los Macaravitenses de amaneceres de ensueño y cambiantes paisajes hechos a capricho de la naturaleza con un sinfín de matices, integrando a este espectáculo el sol, la nieve y la belleza del Cañón del Río Nevado.

## Historia
Fundado el 22 de diciembre de 1857 por Hernán Pérez de Estrada.
Cercado ajeno de la punta”, le llamaron los indígenas que habitaron estas regiones. Y aunque los historiadores concuerden en decir que aquellos hombres eran laches, el nombre de Macaravita es de pura descendencia chibcha, como La Uvita, Boavita y otras poblaciones Boyacenses.
Macaravita estaba extendida al otro lado de la región de los Guaravitevas separados por la quebrada del mismo nombre. A mediados del siglo XVI vinieron hasta El Rasgón los expedicionarios que iban a fundar la importantísima ciudad de Pamplona, mandados por don Ortún Velasco de Velásquez.
Hacia él año 1000 debieron asentarse en la zona los grupos que a partir de la conquista española se denominaron Laches y Chitareros. Los Laches extendían sus dominios por el noroeste hasta confundirse con los Tunebos o Tames, y por el norte hasta el territorio controlado por los Chitareros. Sus grupos o “parcialidades” más importantes eran los de Chiscas, Lache, Ura, Chita, Cocuy, Panqueba y Guacamayas. El territorio bajo su control comprendía el norte del actual departamento de Boyacá y la franja oriental de la provincia de García Rovira.
En 1859 nació del departamento de García Rovira con su capital en Concepción. Según el censo de 1864 y los mandatos del nuevo Código Político y Municipal el 7 de diciembre de 1869 el presidente Eustorgio Salgar restauró la Jerarquización de los asentamientos y los denominó ciudades, villas, parroquias y aldeas. Dentro de dicha consideración, se establecieron los circuitos de La Concepción, Málaga y San Andrés; como parroquias Guaca, Cerrito, Molagavita, Macaravita, Capitanejo, Enciso y San Miguel y como aldeas fueron clasificados Tequia, Servitá y Cepitá.
Con la eliminación de los Estados Soberanos, estos fueron convertidos en departamentos por la Constitución de 1886. En 1887 se emitió un nuevo decreto sobre régimen político y municipal para adecuarlo al nuevo espíritu de la Constitución y solo se aceptó las categorías de provincia, distrito municipal y aldea. Aunque el 12 de agosto de 1908 se elimina la existencia legal de las provincias, en Santander una ordenanza de la Asamblea ratificó su existencia en el departamento. En 1931 en el departamento se definieron 5 provincias y la de García Rovira quedó integrada por los municipios de Málaga, Capitanejo, Carcasí, Cerrito, Concepción, Enciso, Macaravita, San Miguel, San Andrés, Cepitá, Guaca y Molagavita.
Aunque la actual Constitución solo acepta como entidades territoriales a los departamentos, distritos, municipios y territorios indígenas, las gentes de Santander mantienen un profundo sentimiento de pertenencia a la provincia histórica y social en que han nacido o habitan.
En síntesis, la evolución histórica del municipio de Macaravita antes de la conquista española, el territorio del actual municipio de Macaravita estaba habitado por indígenas de la etnia Tuneba o Lache. Pocas noticias se tienen de su devenir en los primeros tiempos de la Colonia, salvo que durante los siglos XVI y buena parte del XVII dependió en lo eclesiástico de Capitanejo y Chiscas, sucesivamente.
A finales del siglo XVII ya el poblado contaba con una iglesia pajiza con algunos ornamentos e imágenes y un creciente número de colonos blancos y mestizos asentados en sus alrededores. Debido a ello don Nicolás Javier de la Barasorda, con el visto bueno del presidente Gil de Cabrera y Dávalos, asignó la administración religiosa de la región al cura de Guacamayas. Gracias a esta determinación Macaravita pasó a ser Viceparroquia.
El 20 de mayo de 1725 un grupo de los nuevos vecinos tomo la iniciativa de constituir su propia parroquia. Con ese fin hipotecaron sus tierras y sembrados ante el Alcalde Carlos Pérez para asegurar la congrua del cura y las cofradías de rigor. En seguimiento de ese proyecto, el 6 de agosto de 1728 Bartolomé, Miguel y Bernardo Lozano, Felipe Mejía y Juan Martínez Rojas, renovaron y ampliaron sus ofrecimientos y confirieron al Capitán Juan González de Estrada poder para adelantar los trámites de fundación.
Como estos primeros intentos resultaron fallidos, en 1734 los feligreses de la Viceparroquia de Macaravita solicitaron nuevamente su erección en parroquia. Se opusieron entonces los curas de Guacamayas, Guaravitebas y Boavita. El primero por la inevitable disminución que de su feligresía implicaría la segregación de Macaravita; el segundo so pretexto de que el mal ejemplo podía incitar a la secesión a sus feligreses de Guaravitebas; y el último porque alegaba perder con ello “lo más pingüe de su curato”, varios sitios próximos al río Guacamayas. A causa de la oposición de los curas vecinos el 14 de abril el arzobispo Claudio Álvarez de Quiñones nombró al cura de Topaga José de Vergara Azcarate y Dávila como su visitador comisionado del caso.
El 20 de octubre llegó el visitador y en compañía del cura encargado de la Viceparroquia Antonio Quintero Príncipe y los vecinos interesados visitó los sitios de Buraga, Buenavista y Guaravitebas. El resultado del padrón que ordenó hacer fue de 400 almas de comunión. El 23 de octubre los vecinos promotores de la fundación ratificaron ante el visitador las escrituras del 20 de mayo y el 6 de agosto de 1728, y se obligaron a pagar la congrua de 150 pesos al año. La población se conocía por entonces como la villeta de la Limpia Concepción de Macaravita.

## Economía
Las actividades económicas son principalmente la ganadería y la agricultura cuyos principales cultivos son: Maíz y fríjol.

## Vías de comunicación
Terrestre: El municipio de Macaravita se comunica con la troncal central del norte. Al llegar al municipio de Capitanejo, en el sector la Palmera, se toma la vía hacia el municipio de El Espino Boyacá, hasta el sitio conocido como "Tienda Nueva" donde encontrará la "y" que le llevará a Macaravita. El trayecto completo tiene aproximadamente 35 Kilómetros de vía No Pavimentada.
TIEMPO DE VIAJE TRAYECTO MÁLAGA-MACARAVITA:     2,5 Horas
TIEMPO DE VIAJE TRAYECTO CAPITANEJO-MACARAVITA: 1,5 Horas
TRANSPORTE PÚBLICO
¿CÓMO LLEGO A MACARAVITA?. 
Saliendo de Málaga, Horario de salida: domingo a viernes a las 3:00 a. m. - Tiempo de Viaje: 5 Horas (mayor tiempo por ser vehículo de recolección de leche). 
Saliendo de Málaga, del parqueadero localizado en la Calle 14 N° 7-74. HORARIO DE SALIDA: lunes a sábado 12:00 p. m.
Saliendo de Málaga, de la plazoleta institucional García Rovira, los sábados a las 12:30 p. m.